# Molo (figlio di Ares)
Nella mitologia greca, Molo era uno dei figli di Ares e Demonice, a sua volta figlia di Agenore, re d'Etolia.
Molo è citato nelle fonti antiche da Apollodoro, insieme ai suoi fratelli Eveno, Testio e Pilo, e secondo l'autore moderno Robert Graves è da identificare con il padre di Molione, che divenne a sua volta madre di Eurito e Cteato da Attore o da Poseidone.